# 查尔斯·艾略特·诺顿
查尔斯·艾略特·诺顿（Charles Eliot Norton 1827年11月16日—1908年10月21日）是一名美国作家、艺术史学家，也从事过社会改革活动。哈佛大学的查尔斯·艾略特·诺顿讲座（Charles Eliot Norton Lectures）是以他的名字命名的。

## 生平
1827年出生于美国马萨诸塞州剑桥，父亲安德鲁·诺顿是一名哈佛大学的神学家，母亲凯瑟琳·艾略特是银行家萨缪尔·艾略特的女儿。查尔斯·威廉·艾略特是他的表弟。1846年，他从哈佛毕业，1849年开始从事美国波士顿到印度的贸易。他曾前往欧洲旅行，受到约翰·拉斯金和前拉斐尔派的影响，在1851年返回波士顿后决定从事文艺工作。他在1860年获选美国文理科学院院士，1874年开始在哈佛教书，次年担任艺术史教授。1879年至1890年间，他是美国考古研究所所长。

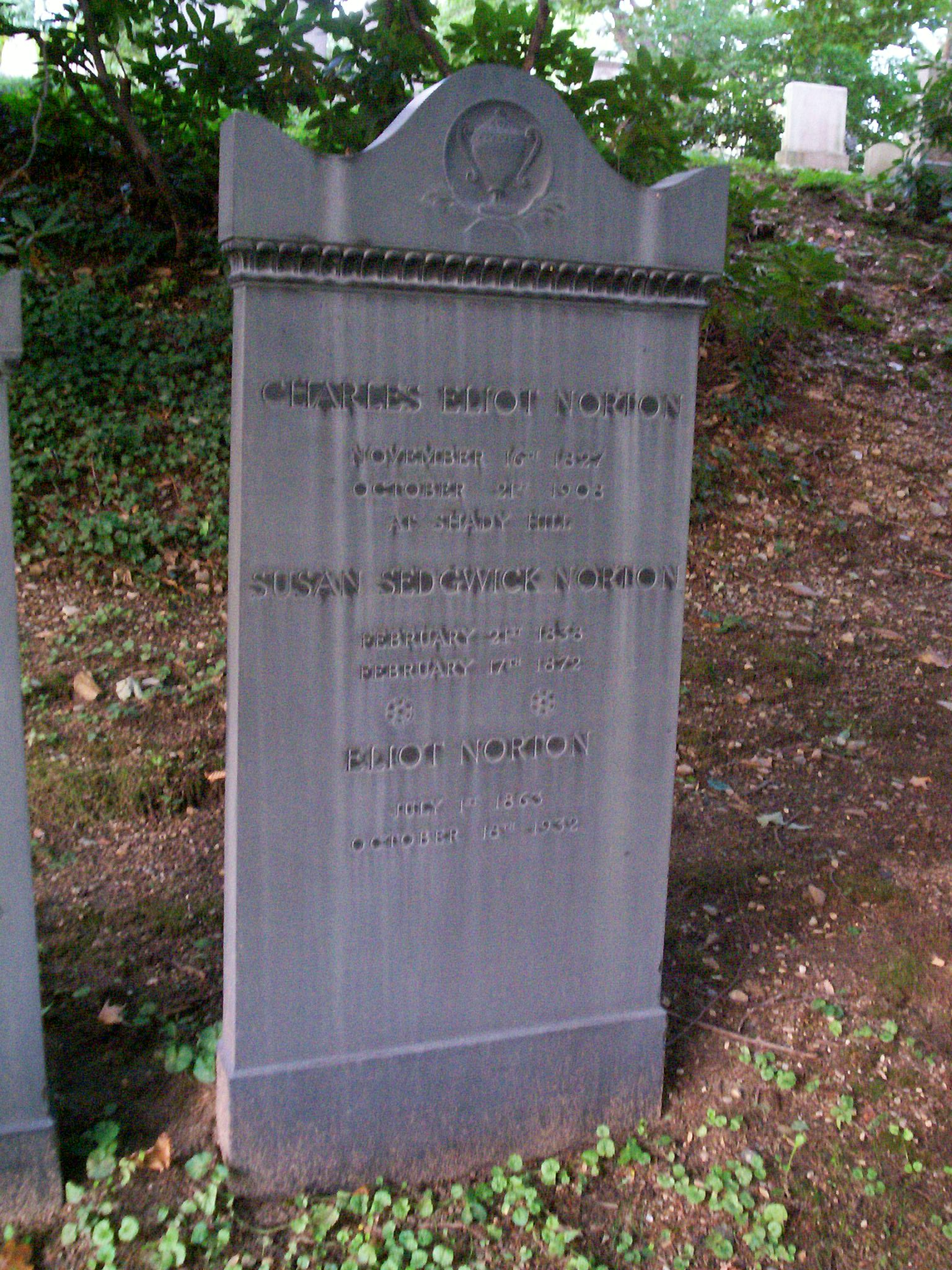
墓碑

他提倡安乐死，推动了俄亥俄州和爱荷华州相关立法的确立。1908年，诺顿去世，死后葬在剑桥的奥本山公墓。